# Alta Corsica
L'Alta Corsica (in francese: Haute-Corse, in corso: Cismonte) è un dipartimento francese della regione di Corsica (Corse, Corsica).
A fine 2017, in seguito al processo di progressiva autonomia dell’isola, il consiglio dipartimentale è stato abolito e le sue competenze trasferite alla regione, e il dipartimento esiste ora solo come ripartizione territoriale degli uffici statali francesi.

## Località
Località principali (nome in corso):
- Bastia (Bastia), capoluogo
- Corte (Corti)
- Borgo (U Borgu)
- Calvi (Calvi)
- Aleria (Aleria)
- Isola Rossa o L'Île-Rousse (Isula Rossa)
- Ghisonaccia (Ghisunaccia)
- Vescovato (Vescuvatu)
- Ventiseri (Vintiseri)
- Prunelli di Fiumorbo (Prunelli di Fiumorbu)
- Cervione (Cervioni)
- San Fiorenzo o Saint-Florent (San Fiurenzu)

## Geografia fisica

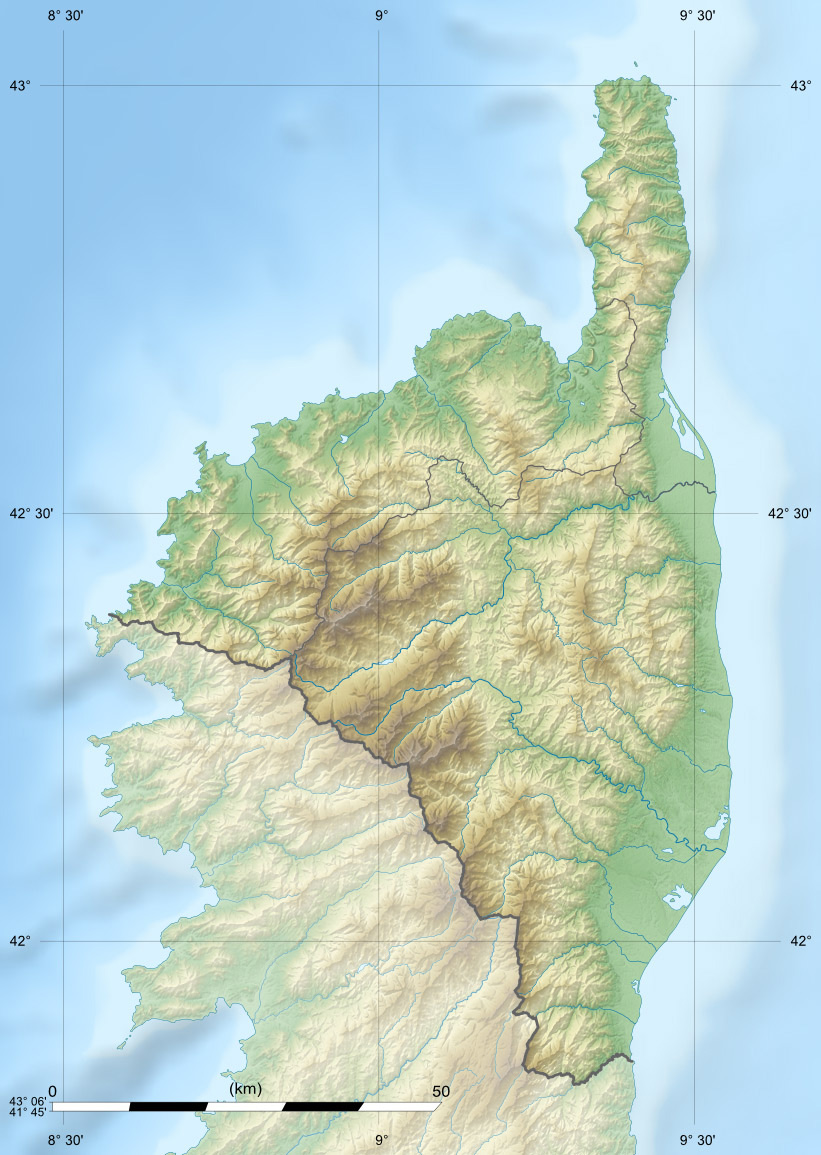
Carta geografica dell'Alta Corsica

Confina a sud con il dipartimento della Corsica del Sud (Corse-du-Sud, Corsica suttana) ed è bagnata dal Mar Tirreno ad est, dal Mar Ligure a nord e dal Mar Mediterraneo ad ovest.

## Storia
Il territorio del dipartimento corrisponde in gran parte alla porzione Nord-Est dell'isola che è al di qua (rispetto alla penisola italiana) dello spartiacque segnato dalla principale catena montuosa della Corsica. Storicamente fu denominato Cismonte (in còrso), Banda di dentro, Di qua dai monti o più recentemente Corsica suprana (in còrso).
Fino alla conquista francese nel 1769 questa divisione aveva valore geografico, ma non amministrativo.
A seguito dell'annessione alla Francia, con la Rivoluzione francese la Corsica fu divisa (1793) in due dipartimenti, denominati allora secondo i nomi di fiumi appartenenti rispettivamente a ciascun territorio: il dipartimento Sud-Ovest fu chiamato Liamone, con capoluogo Ajaccio, quello del Nord-est fu chiamato Dipartimento del Golo, con capoluogo Bastia, sino ad allora capoluogo di tutta la Corsica.
I due dipartimenti vennero poi riunificati in un solo dipartimento di Corsica nel 1811, diviso in 5 arrondissement.
Ajaccio, patria di Napoleone I, fu grandemente favorita dall'imperatore, che ne fece la nuova capitale unica dell'isola e con decreto imperiale le attribuì esclusivi privilegi fiscali e doganali. I due dipartimenti furono ricreati nel 1975, ciascuno dotato di un proprio organo di governo, il "Consiglio Generale" (Conseil Général), seguendo quasi perfettamente i confini di quelli creati nel 1793. Il capoluogo della Corsica e del dipartimento della Corsica del Sud restò ad Ajaccio. Ripartito in 30 cantoni (Corsica del Sud: 22), il dipartimento dell'Alta Corsica si estende su una superficie di circa 4666 km² (Corsica del Sud: 4014 km²), con una popolazione di 141 603 abitanti (Corsica del Sud: 118 593) distribuita in 236 comuni (Corsica del Sud: 124).

## Presidenti del Consiglio generale del dipartimento dell'Alta Corsica
| 1976 - 1992 | François Giacobbi | MRG |
| 1992 - 1998 | Paul Natali       | RPR |
| 1998 - 2010 | Paul Giacobbi     | PRS |
| 2010 - 2017 | Joseph Castelli   | DVG |